# Оскар фон Ксиландер
Оскар Ріттер унд Едлер фон Ксиландер (нім. Oskar Ritter und Edler von Xylander; 16 січня 1856, Майнц — 22 травня 1940, Мюнхен) — німецький воєначальник, генерал піхоти Баварської армії. Кавалер ордена Pour le Mérite.

## Біографія

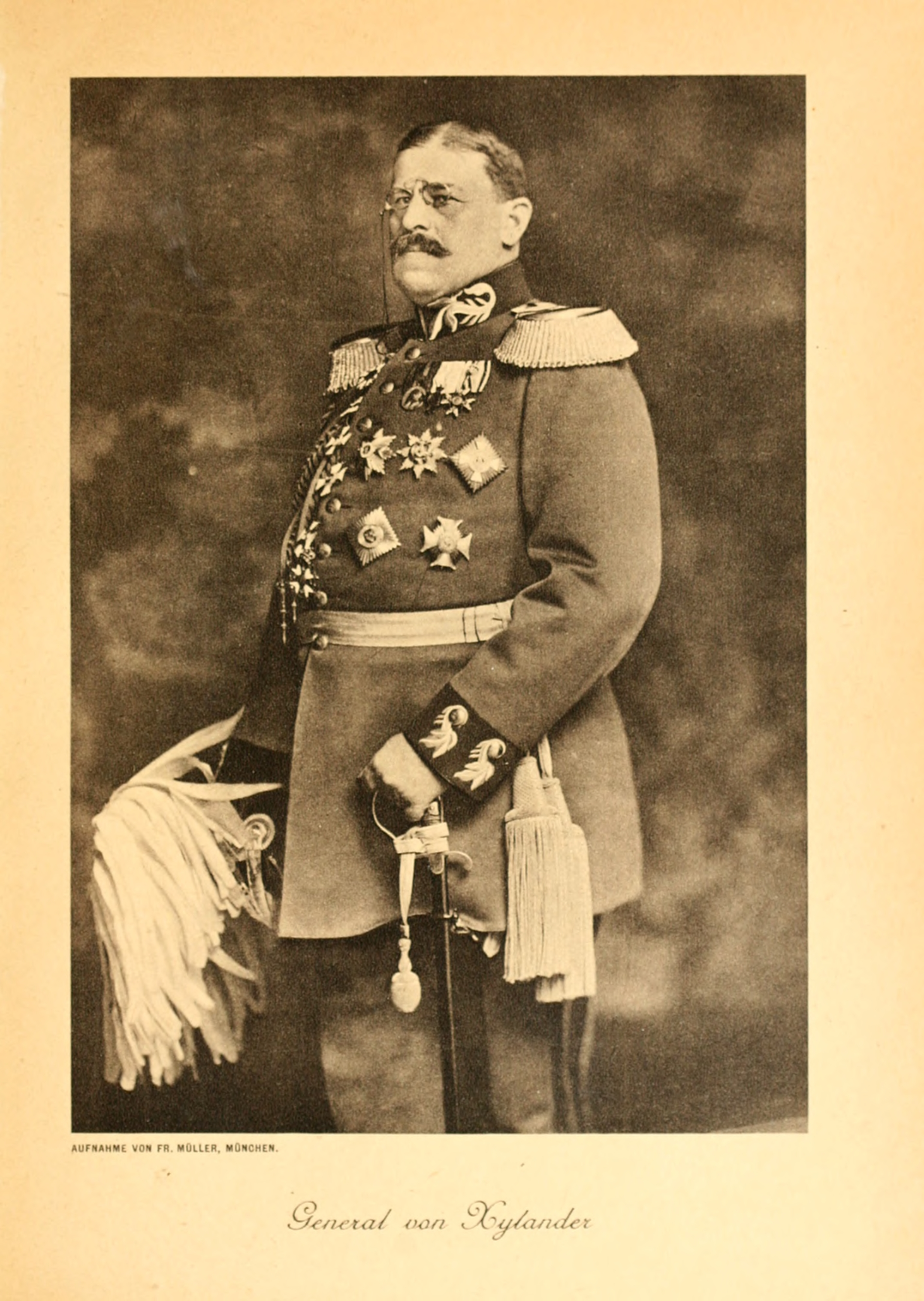

Представник знатного баварського роду. Син гауптмана Отто фон Ксиландера і його дружини Розалії, уродженої Вагензайль.
Закінчивши гімназію Вільгельма в Мюнхені в 1874 році, Ксиландер приєднався до 1-го піхотного полку «Кеніг» Баварської армії в Мюнхені як кандидат в офіцери.  Після успішного складання офіцерських іспитів 1 жовтня 1885 року Ксиландер був направлений для подальшого навчання до Військової академії, що дало йому кваліфікацію офіцера Генштабу та вищого ад'ютантства.
Ксиландер був призначений до Мюнхенського окружного командування з кінця вересня 1889 року і дослужився до посади командира роти у своєму полку наприкінці жовтня 1890 року. 22 вересня 1893 року його перевели до Центрального управління Генштабу. 20 листопада 1897 року призначений до Генштабу 3-ї дивізії в Ландау-ін-дер-Пфальц. 31 жовтня 1898 року його призначили командиром батальйону Лейб-піхотного полку. Він був відновлений на посаді 22 лютого 1899 року, підвищений до підполковника 4 березня 1901 і призначений командиром дивізіону 4 серпня 1901 року. 19 березня 1904 року прийняв командування 1-м піхотним полком.
Він перейшов у Військову академію на посаду директора 29 вересня 1905 року. 30 грудня 1907 року прийняв командування 9-ю піхотною бригадою в Нюрнберзі і згодом призначений начальником Генерального штабу армії та інспектором військових навчальних закладів 18 листопада 1908 року. 22 квітня 1912 року Ксиландера призначили командувачем 6-ї дивізії в Регенсбурзі.
27 березня 1913 року  призначений командувачем 1-го армійського корпусу. З початком Першої світової війни корпус взяв участь у прикордонних боях у Лотарингії та, у міру розвитку війни, брав участь у інших боях на Західному фронті. 19 червня 1918 року звільнений у відставку.
З 15 травня 1933 року і до своєї смерті Ксиландер обіймав посаду великого канцлера Військового ордена Максиміліана Йозефа.

## Сім'я
25 листопада 1878 року одружився в Мюнхені з Вільгельміною Юнг. У пари народились 3 сини і 2 дочки.

## Звання
- Фенріх портупеї (17 березня 1875)
- Другий лейтенант (27 листопада 1876)
- Перший лейтенант (8 червня 1886)
- Гауптман без патенту (29 жовтня 1890) — отримав патент 14 липня 1891 року.
- Майор (17 березня 1897)
- Оберстлейтенант (4 березня 1901)
- Оберст (18 травня 1903)
- Генерал-майор (19 квітня 1906)
- Генерал-лейтенант (7 березня 1901)
- Генерал піхоти (27 березня 1913)

## Нагороди
- Орден Корони (Пруссія)
  - 4-го класу (16 листопада 1888)
  - 2-го класу із зіркою (8 вересня 1909)
- Орден Червоного орла
  - 4-го класу (22 вересня 1897)
  - 2-го класу із зіркою (22 серпня 1912)
- Орден «За військові заслуги» (Баварія)
  - лицарський хрест 1-го класу (24 грудня 1900)
  - офіцерський хрест (27 грудня 1903)
  - 2-го класу (26 грудня 1907)
    - зірка до ордена 2-го класу (17 вересня 1909)

  - 1-го класу (16 серпня 1913)
    - мечі до ордена 1-го класу (7 вересня 1914)

  - великий хрест з мечами (21 жовтня 1915)
  - великий хрест з короною і мечами (15 червня 1918)
- Орден Священного скарбу 4-го класу (Японська імперія; 21 лютого 1901)
- Орден Меча, командорський хрест (Швеція; 26 листопада 1904)
- Медаль принца-регента Луїтпольда (12 березня 1905)
- Орден Фрідріха (Вюртемберг), командорський хрест 1-го класу (8 вересня 1909)
- Орден «За заслуги» Баварської корони, великий командорський хрест (22 квітня 1912)
- Орден Корони (Бельгія), великий хрест (29 грудня 1912)
- Орден Церінгенського лева, великий хрест (12 жовтня 1913)
- Орден Альберта (Саксонія), великий хрест із золотою зіркою (19 листопада 1913)
- Орден Генріха Лева, великий хрест (13 червня 1914)
- Військовий орден Максиміліана Йозефа, лицарський хрест (10 серпня 1914)
- Залізний хрест
  - 2-го класу (26 серпня 1914)
  - 1-го класу (25 жовтня 1914)
- Медаль «За відвагу» (Гессен) (18 лютого 1916)
- Почесний шеф 1-го піхотного полку «Король» (23 червня 1916)
- Pour le Mérite (20 серпня 1916)
- Почесний хрест ветерана війни з мечами